# Kalcedon
Kalcedon er et mineral, der ligesom kvarts består af kiselsyreanhydrid (SiO2) og i det væsentlige forholder sig som en yderst fintrådet eller tæt varietet af kvarts; dog er kalcedontrådene optisk negative, ligesom også kalcedonen i andre fysiske forhold er noget afvigende fra kvartsen. Den typiske kalcedon er halvgennemsigtig eller gennemskinnende, hvidliggrå, sjældnere brun eller blålig og forekommer som skorper og drypsten på sprækker og i hulrum i vulkanske bjergarter, især på Færøerne og Island. Farvede varieteter af kalcedon er karneol med smuk, gullig rød indtil rød farve og sarder, som er brun, men ved gennemfaldende lys blodrød; begge fås især fra arabiske lande og Indien; endvidere chrysopras (æblegrøn, fra Kosemiitz i Schlesien) og plasma (grøn, fra Kina og Indien). Disse varieteter slibes alle til kaméer, perler og smågenstande af forskellig art og var i oldtiden eftertragtede. 
Også agat, heliotrop og onyx består væsentlig af kalcedon.